# Південно-Східний Науковий Інститут
Південно-Східний Науковий Інститут (пол. Południowo-Wschodni Instytut Naukowy) "польсько-українська неурядова наукова установа" (артикул 1 статуту), створена 2 лютого 1990 у Перемишлі. Проводить дослідження з історії національних меншин у Польщі та стосунків Польщі з народами Півд.-Східної Європи, особливо з українцями та Україною. Засновник й беззмінний директор – доктор Станіслав Стемпєнь (S.Stępień). З перших кроків діяльності П.-С.н.і. у П. ідейно й фінансово підтримував видатний польський інтелектуал 20 ст. Є.Ґедройц. Інститут видає тематичні збірники наукових праць:
- "Polska–Ukraina: 1000 lat sąsiedztwa" (т. 1, 1990; т. 2, 1994; т. 3, 1996; т. 4, 1998; т. 5, 2000),
- "Studia Polsko-Ukraińskie" (№ 1, 2006); збірники документів "Polacy na Ukrainie" (ч. 1: Роки 1917–1939, т. 1, 1998; т. 2, 1999; т. 3, 2001; т. 4, 2004; т. 5, 2005; т. 6, 2008);
- інформаційний бюлетень "Biuletyn Informacyjny PWIN" (№ 1, 1995; № 2, 1996),
- "Biuletyn PWIN: Badania Ukrainoznawcze" (№ 3, 1997; № 4, 1998),
- "Biuletyn Ukrainoznawczy" (№ 5, 1999; № 6, 2000; № 7, 2001; № 8, 2002; № 9, 2003; № 10, 2004; № 11, 2005; № 12, 2006; № 13, 2007).

Окремими виданнями інститут опублікував праці:
- "Kardynał Adam Stefan Sapieha: Środowisko rodzinne, żyycie i dzieło" (1996),
- Качмарчик Я. "Гетьман Богдан Хмельницький" (1996),
- Lipiński W. "Religia i Kościół w dziejach Ukrainy" (переклад з української; 1999),
- Stępień S. "Ukrainoznawstwo: Materiały do bibliografii. Publikacje wydane na Ukrainie w latach 1996–1998" (1999),
- "Народ безсмертний: Юзеф Лободовський про українців і поляків" (1999), *Wagilewicz J.D. "Słowo o pułku Igorowym" (1999);
- Hann Ch., Stępień S. "Tradycja a tożsamość: Wywiady wśród mniejszości ukraińskiej w Przemyślu" (2000),
- Kudryk B. "Dzieje ukraińskiej muzyki w Galicji w latach 1829–1873" (2001); *Przybyłowski S. "Chłopi pod panowaniem bolszewickim: Notatki, wrażenia i refleksje z pobytu w Rosji Sowieckiej" (2001);
- Kolańczuk A. "Ukraińscy generałowie w Polsce – emigranci polityczni w latach 1920–1939: Słownik biograficzny" (2009);
- Anski S. "Tragedia Żydów galicyjskich w czasie I wojny światowej" (2010) та ін.

Загалом ін-т видав понад 60 книг, присвячених історії України й українсько-польським відносинам упродовж століть. Наукова бібліотека інституту (понад 12 тис. томів) спеціалізується на українознавчій літературі та є найбільшою в Польщі книгозбірнею публікацій в галузі історії і гуманітарних наук, виданих в Україні. З метою популяризації відомостей про етнічні меншини і польсько-українські стосунки організовує симпозіуми й наукові конференції, стажування студентів, викладачів й науковців з України та ін. країн. Інститут співпрацює з українськими н.-д. інституціями, у т. ч. з Інститутом історії України НАН України в Києві, Інститутом історичних досліджень Львівського національного університету, Інститутом українознавства імені І.Крип'якевича НАН України, Інститутом історії Церкви Українського католицького університету у Львові та ін.